# Université de Valle
L'université du Valle (en espagnol : Universidad del Valle, également appelée Univalle) est une université publique et départementale basée dans la ville de Cali, dans le département de Valle del Cauca, en Colombie. Elle est la plus grande université du sud-ouest du pays par son nombre d'étudiants : plus de 30 000. L'université a été créée par le décret no 12 de 1945 par le conseil général sous le nom d’université technique de Valle del Cauca (en espagnol, Universidad Industrial del Valle del Cauca) sous l'impulsion de Tulio Ramirez Rojas et Severo Reyes Gamboa.
L'université a deux campus à Cali. Le principal est connu sous le nom de ville universitaire de Melendez (en espagnol Ciudad Universitaria de Meléndez ou CUM) ; il est situé dans la banlieue sud de Cali à Melendez et héberge les facultés d'ingénierie, de sciences humaines, d'arts, de sciences, de sciences sociales, et d'économie, ainsi que les instituts d'éducation et de pédagogie, et de psychologie. Le second campus est situé dans la banlieue de San Fernando et héberge les facultés d'administration et de sciences de la santé. L'université dispose de plusieurs campus satellites dans le département et dans les villes de Buenaventura, de Buga, de Caicedonia, de Cartago, de Palmira, de Tuluá, de Yumbo et de Zarzal, ainsi qu'un campus dans le département de Cauca à Santander de Quilichao. L'université offre une éducation dans les domaines technologiques, de premier cycle universitaire, et de 2e et 3e cycles, avec quelque 258 programmes académiques, y compris 65 masters et spécialités médicales, et 8 doctorats. Elle héberge aussi un centre d'excellence de recherche, 6 centres de recherche, 3 instituts de recherche et 204 groupes de recherche.
De plus, l'université est membre d'organisations universitaires comme l'association des universités colombiennes (ASCUN), l'association ibéroaméricaine des universités de cycles supérieurs (AUIP) et du réseau des universités ibéroaméricaines. Les universités de Valle, l'université nationale de Colombie et l'université d'Antioquia forment le triangle d'or de l'enseignement supérieur en Colombie, qui est le groupe des universités les plus sélectives et compétitives du pays. L'université a reçu une accréditation de haute qualité par le ministère de l'éducation par la résolution 2020 du 3 juin 2005, faisant d'elle l'une des 15 universités du pays à obtenir cette distinction. L'université est considérée comme l'un des meilleurs établissements du pays et d'Amérique latine, particulièrement dans les domaines de la santé et de l'ingénierie.

## Histoire

### Création et débuts
L'idée de créer une université à Cali remonte à la fin du XIXe siècle. Souvent mentionné dans les journaux locaux, ce projet est un souhait des habitants de la ville ainsi que de ceux du département de Valle del Cauca. À l'époque, les seuls établissements à délivrer des diplômes de l'enseignement supérieur sont l'institut Santa Librada de Cali et l'Institut académique de Buga qui se concentrent sur les arts libéraux. Dans les années 1940, le besoin en cadres et en personnels qualifiés dans les domaines scientifiques et technologiques rend nécessaire la création d'un établissement spécialisé dans ces domaines. Malgré quelques oppositions, l'université de Valle est créée par le décret no 12 du 11 juin 1945 par le conseil général sous le nom de Universidad Industrial de Valle del Cauca. Les personnes en pointe pour la création de cet établissement sont Tulio Ramírez Rojas, qui devient à la création le 1er recteur de l'université, et Severo Reyes Gamboa, le ministre départemental de l'Éducation de l'époque.
L'université ouvre ses portes le 9 octobre 1945 à 160 étudiants, dans un petit bâtiment du centre ville de Cali avec des facultés d'agronomie, de commerce et d'infirmerie. En 1946, la faculté de chimie est créée, suivie par une faculté d'architecture en 1947, et par une faculté d'ingénierie électrique en 1948. Cette dernière change de nom en faculté d'ingénierie électromécanique l'année suivante. L'université doit faire face à sa première crise budgétaire peu après sa création, précédée par la destitution de son recteur, Ramírez, pour des raisons politiques, et qui entraine la baisse du soutien du gouvernement local. Cet épisode, qui n'est que le premier épisode de la crise budgétaire, entraîne presque en 1950 la fermeture de l'établissement.
Après la résorption de cette première crise, la faculté de médecine ouvre en 1950 et commence ses activités en 1951 sur le campus de Santa Librada. En 1954, la construction du campus de San Fernando commence par héberger les facultés de médecine, d'infirmerie et d'architecture. La même année, le nom de l'université devient Universidad del Valle par le décret no 10 de 1954, ce qui institue une nouvelle administration de l'université, avec un conseil d'administration, plusieurs représentants de la communauté et un conseil universitaire.
En 1955, sous la tutelle du recteur Mario Carvajal, l'université ouvre une faculté de second cycle en médecine, ainsi qu'une maison d'édition universitaire, la biblioteca de la Universidad del Valle. En 1957, l'université ouvre ses filières d'éducation technique et de formation continue avec la création de facultés de premier cycle pour la formation des techniciens de laboratoires médicaux et des auxiliaires ingénieurs en topographie et travaux routiers. À la fin des années 1950, l'université compte 5 facultés et 3 écoles, 556 étudiants, 174 professeurs, et 159 administratifs. Le budget était de 5,75 millions de pesos colombiens et le patrimoine d'environ 20 millions de pesos colombiens.

### Consolidation et mouvements étudiants
En 1962, le bureau de programmation universitaire est institué dans le but de mettre en place un schéma de développement pour l'université, avec le développement d'un système universitaire régional en ouvrant plusieurs campus satellites dans d'autres villes du département. Un nouveau campus situé dans le Sud de la ville est construit sur un terrain acquis par un don et financé par un prêt de la Banque de développement inter américain (IDB), par la création d'un timbre fiscal et par les revenus des terrains adjacents au campus. En 1964, la structure de l'université est modifiée en divisions et en départements afin de favoriser le développement universitaire. 5 divisions sont ainsi ouvertes : architecture, économie, ingénierie, santé, et science, rejointes par 2 nouvelles: éducation et sciences humaines. L'université commence son processus d'internationalisation et le développement de ses programmes de cycles supérieurs, notamment par des financements de plusieurs fondations étrangères. À la fin des années 1960, l'université compte 5 302 étudiants, 453 professeurs à plein temps, 174 professeurs à temps partiel, parmi lesquels 9 % étaient titulaires d'un doctorat, 20 % d'un master, et 21 % d'un diplôme de spécialiste.
À l'époque, les premiers mouvements étudiants commencent à apparaître, motivés par des sujets de politiques locales et internationales, comme la guerre du Viêt Nam, le mouvement étudiant européen, la présence d'un Peace Corp en Amérique latine, et plus particulièrement en Colombie, le rejet du financement des fondations étrangères, des loyers de l'IDB. Le 15 février 1971, des étudiants occupent le rectorat après l'élection litigieuse du doyen de la division des Sciences sociales et économiques. L'épisode marque la première intervention policière sur le campus. À la suite de cet événement, plusieurs professeurs et étudiants furent exclus de l'université. Le soutien au doyen baissa, et celui-ci dû démissionner à la mi-février. L'université fut fermée jusqu'à la nomination d'un nouveau recteur en avril de la même année.
En 1975, l'université change de nouveau son organisation en repassant sur un système basé sur des facultés et de nouveaux programmes sont créés, comme celui de communication sociale et journalistique par exemple. En 1977, afin d'éviter les départs de professeurs, un plan de carrière basé sur les mérites administratifs, académiques et de recherches est créé. En 1976, le centre de recherche socio-économique est créé et constitue la première étape de la création d'un programme plus vaste en sociologie en 1978.

### Développement de la recherche
En 1983, le département d'administration est détaché de la faculté d'ingénierie pour former l'actuelle faculté des sciences de l'administration. En 1985, le comité pour le statut professionnel est créé pour encadrer les procédures liées à l'élaboration des projets professionnels des étudiants. La même année, les premiers accords de recherches liés à des organismes extérieurs sont signés avec le ministère de l'éducation nationale, le Colciencias, l'UNESCO, et l'Organisation des États américains. Ces accords servent de socle pour le développement dans les années 1990 de formations doctorales offertes par l'université. Toujours dans les années 1980, l'université commence le développement de ses campus satellites grâce aux revenus d'un timbre fiscal du Congrès colombien. Dans un premier temps, les formations offertes sur ces campus sont limitées et ne permettent pas l'obtention de diplômes, les étudiants devant finaliser leur formation sur le campus principal. En 1995, ces campus satellites obtiennent la possibilité d'avoir la charge de la totalité de la formation.
En 1994, l'institut d'éducation et de pédagogie ainsi que l'école de psychologie sont créés. En 1995, la faculté des arts intégrés est créée par la fusion de la faculté d'architecture et des programmes de communication sociale, d'arts dramatiques et de musique. La même année, l'accréditation pour tous ces programmes est obtenue.
Les revenus du timbre fiscal permettent un surplus dans le budget de l'université, mais sont mal gérés. Les excédents sont investis dans la création d'instituts et de centres de recherche, de chaires professionnelles, dans la construction de nouveaux bâtiments et dans l'acquisition de nouvelles infrastructures technologiques, y compris pour l'accès à internet, ce qui engendre un déficit dans les comptes de l'université. Cette situation, avec l'augmentation du coût des programmes de retraites et de délais dans les paiements, aboutit à une crise institutionnelle et financière en 1998. L'université doit fermer au second semestre 1998 et les paiements pour le personnel académique et administratif sont suspendus.

### L'après crise et situation actuelle
Au début 1999, l'université rouvre après quelques difficultés. Le travail des recteurs Emilio Aljure Nasser et Oscar Rojas Renteria permet la création d'un fonds pour les retraites en 2000 avec le soutien du ministère des finances, du gouverneur de Valle del Cauca et de l'université. Depuis, celle-ci gère le fonds pour tout son personnel. De plus, les dettes contractées auprès de banques privées ainsi que leurs intérêts furent échelonnés pour être remboursés jusqu'en 2010.
En 2000, un nouveau programme académique est mis en place afin de correspondre aux critères d'obtention d'accréditation de qualité. En 2001, le système est étendu aux programmes de chaque semestre, et des cours du soir sont ouverts. La même année, le système de recherche actuel est mis en place, et la maison d'édition est rouverte.

### Historique des recteurs
Depuis la création de l'université, dix-neuf recteurs se sont succédé à la tête de l’établissement. L'actuel recteur, Iván Enrique Ramos Calderón, est réélu pour quatre ans en 2007, après un premier mandat qui a débuté en 2003.
| Tulio Ramírez               | 1945-1949 | Hernán Cruz Riascos             | 1949-1950 | Carlos Arturo Cabal       | 1950-1952 |
| Jorge Vergara Delgado       | 1952-1954 | Mario Carvajal                  | 1954-1966 | Alfonso Ocampo Londoño    | 1966-1971 |
| Hugo Restrepo Ramírez       | 1971-1972 | Alberto León Betancourt         | 1972-1974 | Alvaro Escobar Navia      | 1974-1979 |
| Antonio Barberena Saavedra  | 1979-1980 | Carlos Augusto Trujillo Padilla | 1980-1981 | Jaime López               | 1981-1982 |
| Rodrigo Guerrero Velasco    | 1982-1984 | Harold José Rizo Otero          | 1984-1991 | Jaime Galarza Sanclemente | 1991-1998 |
| Carlos Dulcey               | 1998-1998 | Emilio Aljure Nasser            | 1998-1999 | Oscar Rojas Rentería      | 1999-2003 |
| Iván Enrique Ramos Calderón | 2003 -….  |                                 |           |                           |           |

## Campus

### Campus de Meléndez
Le campus principal, aussi connu sous le nom de ville universitaire de Meléndez, est situé dans la banlieue sud de Cali, entre la Calle 13 (ou avenue Pasoancho) et la Calle 16 ainsi qu'entre la Carrera 86 et la Carrera 100. Il s'agit du campus le plus vaste de Colombie avec 1 000 000 m2, dont le terrain fut légué par Garces Giraldo Brothers. Le projet architectural est l'œuvre de plusieurs membres de la faculté sous la coordination de l'architecte Jamie Cruz et a gagné le prix national d'architecture en 1972. Le campus a été utilisé comme village des athlètes lors des Jeux panaméricains de 1971.
Le campus est coupé en deux par l'avenue Jaime Garces B. sur un axe est-ouest. La partie du nord, qui est la plus grande, est en grande partie peu développée. La partie développée de celle-ci est circonscrite par l'avenue Tulio Ramirez et est composée de plus de 30 bâtiments, dont le siège de l'administration, les facultés de sciences et d'ingénierie, une partie de la faculté des arts intégrés et de la bibliothèque Mario Carvajal qui est la principale bibliothèque de l'université. 
La partie sud comprend le centre sportif de l'université qui est composé du stade principal, avec un terrain d'athlétisme et d'une capacité de 3020 spectateurs, de 8 terrains de football, de 4 terrains de basket-ball et/ou volley ball, de la Alberto Leon Betancourt Arena, une piscine olympique et de 4 terrains de tennis. Cette partie du campus héberge aussi les facultés de sciences humaines, de sciences économiques et sociales, le reste de la faculté des arts intégrés, de l'institut d'éducation et de pédagogie, de l'institut de psychologie et le principal restaurant universitaire.
L'aménagement paysager du campus a été dessiné par les architectes Lyda Caldas et Harold Borrero et imite l'environnement de la savane de la vallée de la rivière Cauca. Par ailleurs, le campus compte 4 250 arbres de 182 espèces, certaines d'entre elles étant menacées en Colombie.

### Campus de San Fernando
Le campus de San Fernando est situé au centre de la banlieue de Cali du même nom, et a été le campus principal de l'université de sa construction en 1954 jusqu'en 1962. Sa superficie est de 39 960 m2 et partage son espace avec l'hôpital universitaire « Evaristo Garcia ». Il est divisé en deux dans par un axe nord sud qui suit la Calle 4B. La partie occidentale est la plus grande et est entourée par les Carrera 36, Carrera 36B, et Calle 4. Elle héberge les facultés de sciences de l'administration, une grande partie de la faculté des sciences de la santé et la bibliothèque San Fernando. La partie orientale, qui est adjacente à l'hôpital, héberge l'école d'infirmières, le centre sportif universitaire de San Fernando, ainsi que des bâtiments administratifs.

### Campus satellites
L'université compte huit campus satellites dans le département de Valle des Cauca. Ils sont situés dans les villes de Buga, Caicedonia, Cartago, Buenaventura (campus Pacífico), Palmira, Tuluá, Yumbo et Zarzal. La Carbonera à Palmira, est le dernier campus satellite de l'université de Valle à voir le jour. Il est situé dans le secteur de La Carbonera entre la Carreara 31 et l'avenue La Carbonera. Il s'étend sur 50 000 m2, sur un terrain légué par la compagnie sucrière de Manuelita S.A.. Le projet doit être achevé en trois étapes, et a été conçu par une équipe interdisciplinaire dirigée par le laboratoire de recherche sur le territoire, la construction, et l'espace, et par l'école d'ingénierie et de géomatique civile de l'université. La construction a commencé pour la première tranche des travaux le 15 juin 2007 et a été inauguré le 11 juin 2009, et comporte trois bâtiments pour une surface de 5 200 m2, pour un coût de 6 milliards de pesos colombiens. Les nouveaux bâtiments comptent une bibliothèque, cinq laboratoires pour la chimie, la biologie, l'électronique, la physique, et pour l'analyse alimentaire, un amphithéâtre de 150 places, et 27 salles de classe pourvues d'accès à internet. La seconde et dernière phase de travaux comporte la construction de bâtiments de même nature ainsi que la construction d'un amphithéâtre de 1500 places.
Par ailleurs, un autre campus satellite, celui de Norte del Cauca, est localisé dans le département de Cauca, dans la ville de Santander de Quilichao.

## Organisation
L'organe le plus important de la direction de l'université est le conseil universitaire. Il est composé de 11 membres: le gouverneur du département de Valle del Cauca, le recteur, le secrétaire général et les représentants du président de la république, du ministère de l'éducation, des doyens, des professeurs, des étudiants, des anciens recteurs et de représentants du monde de l'entreprise.
Les questions académiques sont traitées par le conseil académique qui est formé de 17 membres: le recteur, le secrétaire général, des vice-recteurs aux affaires académiques, administratives, de recherche, et sociales; les doyens des huit facultés, les directeurs des deux instituts et des bureaux de planification et de régionalisation, d'un représentant des programmes académique, et de deux représentants étudiants.
Le recteur est le chef exécutif et est élu pour une période reconductible de quatre ans. Ivan Enrique Calderon est l'actuel recteur en poste depuis 2003 et a été réélu en 2007 pour un second mandat. Du rectorat dépendent six aspects de la gestion de l'université: la direction de la régionalisation, les bureaux de l'information et de la communication, le contrôle interne, les relations institutionnelles, les affaires juridiques, le développement institutionnel et sa planification, et le secrétariat général.
Le vice-recteur aux affaires académiques est responsable du fonctionnement et du développement des questions académiques. Le poste est occupé par Martha Cecilia Gomez de Garcia. Le vice-recteur aux affaires administratives a la charge des questions administratives et financières, en s'assurant qu'elles cadrent dans les missions du l'établissement. Le poste est occupé par Edgar Varela Barrios. Le vice-recteur à la recherche est chargé de l'élaboration des politiques de recherche. Le poste est occupé par le Dr Carolina Isaza de Lourido. Le vice-recteur aux questions sociales a la charge des questions liées à la santé, au sport, et aux loisirs. Le poste est occupé par Luis Fernando Castro.
Chaque division académique, faculté ou institut, comporte un conseil de direction. Elles comportent un doyen ou directeur, des vice-doyens ou sous-directeurs, des vice-doyens ou sous-directeurs chargés des questions académiques et de recherches, de coordinateurs académiques et administratifs, les directeurs de chaque école, département ou secteur, les représentants des professeurs et des étudiants. De plus, chaque division comporte un bureau pour la formation continue et la communication. Les centres de recherche ou les instituts affiliés à des divisions académiques sont des divisions administratives au même rang que les écoles, les départements, ou les secteurs.

## Activités

### Profils des étudiants
L'université compte 27 725 étudiants de premier cycle universitaire, et 2595 étudiants de cycles supérieurs, y compris 211 doctorants. Tous les ans, environ 33 000 personnes font une demande d'admission, avec une répartition équilibrée entre hommes et femmes. Sur ces demandes d'admissions, 25 % aboutissent, et le sex-ratio passe alors à 40 % de femmes pour 60 % d'hommes. 90 % des étudiants proviennent du département. Les départements de Cauca et de Nariño viennent en seconde et troisième place pour l'origine des étudiants, respectivement avec 5 % et 2 %.
Environ 55 % des étudiants admis proviennent de lycées publics et 45 % de lycées privés. En 2007, 42 % des étudiants étaient d'origine du bas des classes moyennes, et 35 % de la classe la moins favorisée. 42 % des étudiants avaient entre 19 et 22 ans, 25 % entre 23 et 25 ans, et 17 % entre 15 et 18 ans. L'université délivre 2 300 diplômes de licence chaque année, et 600 diplômes de cycles supérieur.
Chaque année, une moyenne de 1 263 étudiants de l'université passent l'examen de qualité de l'enseignement supérieur (ECAES). Il est conduit par l'ICFES, et évalue les compétences des étudiants de dernière année de 27 domaines de premier cycle universitaire. 53 % des étudiants passant le test obtiennent un score supérieur à 75 %, et 40 atteignent le top 10 dans les matières évaluées. L'université obtient les meilleurs scores dans les programmes de santé, particulièrement en médecine, en odontologie, et en physiothérapie.

### Profils de l'université
L'université compte huit facultés et deux instituts, qui comptent en tout 258 programmes académiques, dont 181 programmes de 1er cycle, 94 de cycles supérieurs, dont 8 de doctorat et de recherche. 189 de ces programmes sont délivrés sur la ville de Cali, et 69 sur les autres campus de la région. Les programmes durent trois années pour un associate degree, cinq ans pour une licence, un an et demi pour un diplôme de deuxième cycle, deux ans pour un master, et cinq ans pour un doctorat. En 2009, 30 des programmes de premier cycle avaient reçu une accréditation de haute qualité par le ministère de l'éducation. En 2005, l'ensemble de l'université avait reçu une accréditation de haute qualité par ce même ministère, faisant de l'université l'un des 15 établissements du pays à avoir reçu cette qualification. Celle-ci fut délivrée pour une période de huit ans, durée dépassée seulement par les universités d'Antioquia et des Andes.
En 2008, le corps enseignant était composé de 836 professeurs à plein temps ayant une tenure, dont 32,9 % de femmes et 67,1 % d'hommes, et de 411 professeurs à plein temps non titulaires. La répartition par plus hauts diplômes atteints est la suivante:
- Doctorat: 25 %
- Master: 39 %
- Spécialiste: 19 %
- Licence: 16 %

L'âge moyen des enseignants est de 49 ans, avec 39,9 % compris dans la tranche d'âge 46-55 ans, et 29 % entre 36 et 45 ans.

### Échanges internationaux
L'université a signé des accords de coopération avec 86 organisations gouvernementales ou d'éducation dans le monde, dont 24 avec des institutions espagnoles, et 10 avec des institutions américaines. Ces accords portent sur des échanges de fonds documentaires, des programmes de doubles diplômes, des projets conjoints de recherche, et de mobilité pour les professeurs, les chercheurs, et les étudiants. Parmi ces accords on compte l'Office allemand d'échanges universitaires, les universités de Clemson et Tulane, et le EPFL. L'université est aussi membre d'association comme l'ASCUN, l'AUP, le CINDA, l'OUI, et le réseau Universia.

### Technologie
Le réseau Farallones, fournis le réseau à haut débit de l'université (Red Universitaria de Alta Velocidad, RUAV), permet l'accès à un haut débit de 10 Mo/s à quelque 4 200 postes, ainsi que l'accès à des services comme l'accès à une bibliothèque numérique, la médecine à distance, et des vidéoconférences, ainsi que l'accès à des ressources pour l'enseignement comme les campus ou laboratoires virtuels. Le RUAV est une composante du réseau académique national de technologies avancées (RENETA), qui est lui-même connecté à l'internet2 et au réseau GEANT via le réseau coopération latino-américain de réseau avancés (CLARA)

### Recherche
L'université a une longue tradition dans le domaine de la recherche qui remonte à ses débuts. Elle a en son sein un centre de recherche d'excellence, 6 centres de recherche, 3 instituts de recherche et 276 groupes dont 122 sont reconnus par Colciencias. En 2007, 276 projets de recherche ont été effectués, pour un investissement total de 8,84 milliards de dollars COP fournis par quinze entités nationales et internationales. Le « Centre d'excellence pour les nouveaux matériaux » (en espagnol, Centro de Excelencia en Nuevos Materiales ou CENM), considéré comme l'une des grandes priorités nationales, est soutenu principalement par Colciencias et mis en œuvre par 19 groupements reconnus dans la recherche multidisciplinaire au sein de 10 universités à travers le pays. En outre, il bénéficie du soutien international grâce à quatre institutions de renommée mondiale: le centre de nanotechnologie de l'Université Northwestern, le Groupe des revêtements minces et des nanosciences  de l'Université de Californie à San Diego, le Département du Génie climatique et Civil de l'Université du Michigan et le Centre pour la Recherche Interdisciplinaire Avancée sur les Matériaux de l'Université du Chili.
Les travaux de recherche au CENM sont axés autour de quatre thèmes de recherche interdisciplinaire (IRT), à savoir Revêtements avancés, Matériaux composites, Nano-magnétisme, et dispositifs à semi-conducteurs, Senseurs, et Systèmes mésoscopiques. En 2008, le centre acquiert un microscope à force atomique pour un montant de 620 millions de dollars COP, ce qui est une première en Amérique du Sud.

## Facultés

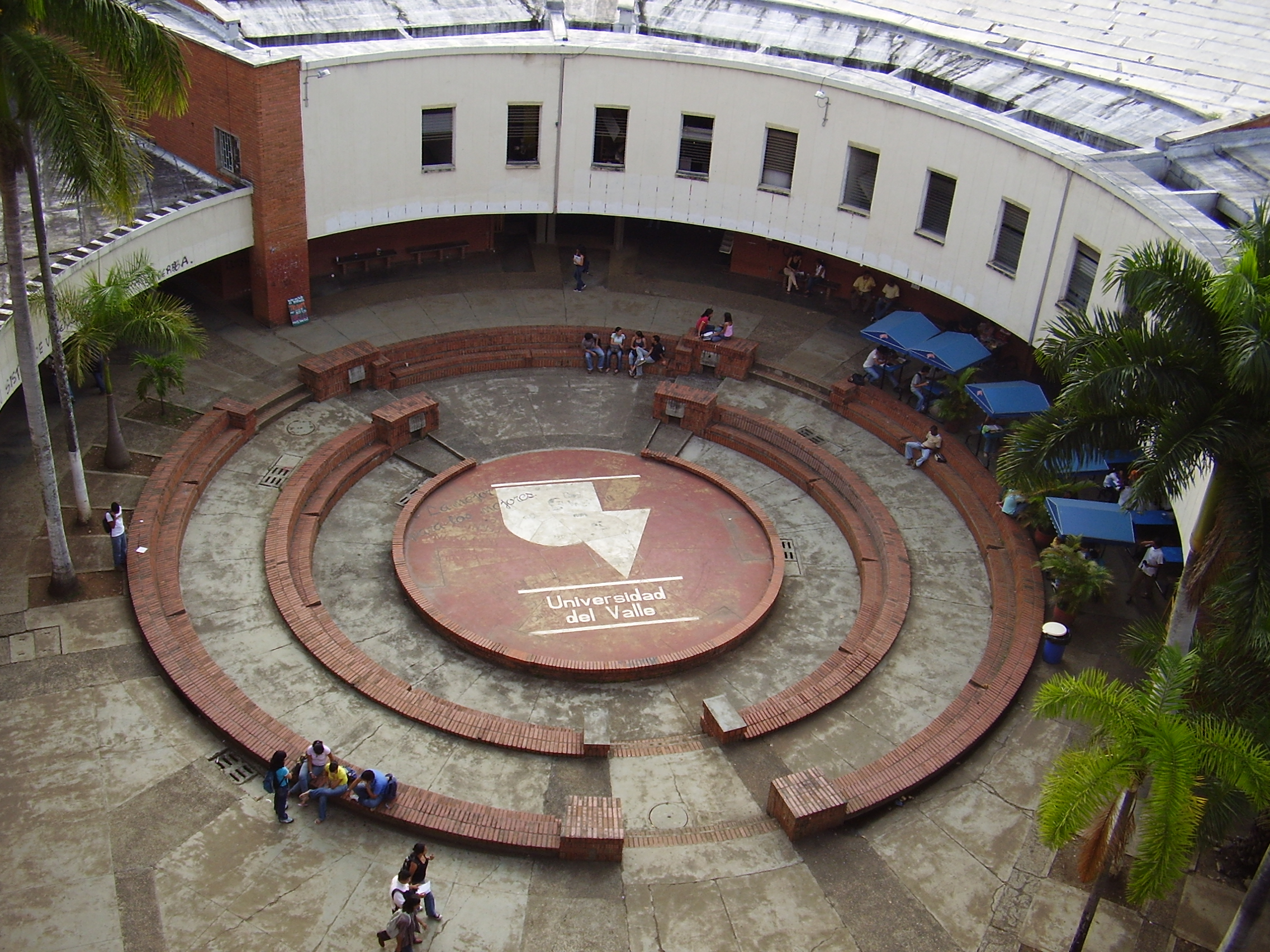
La faculté d'ingénierie

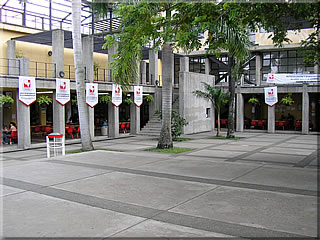
La faculté de sciences de la santé

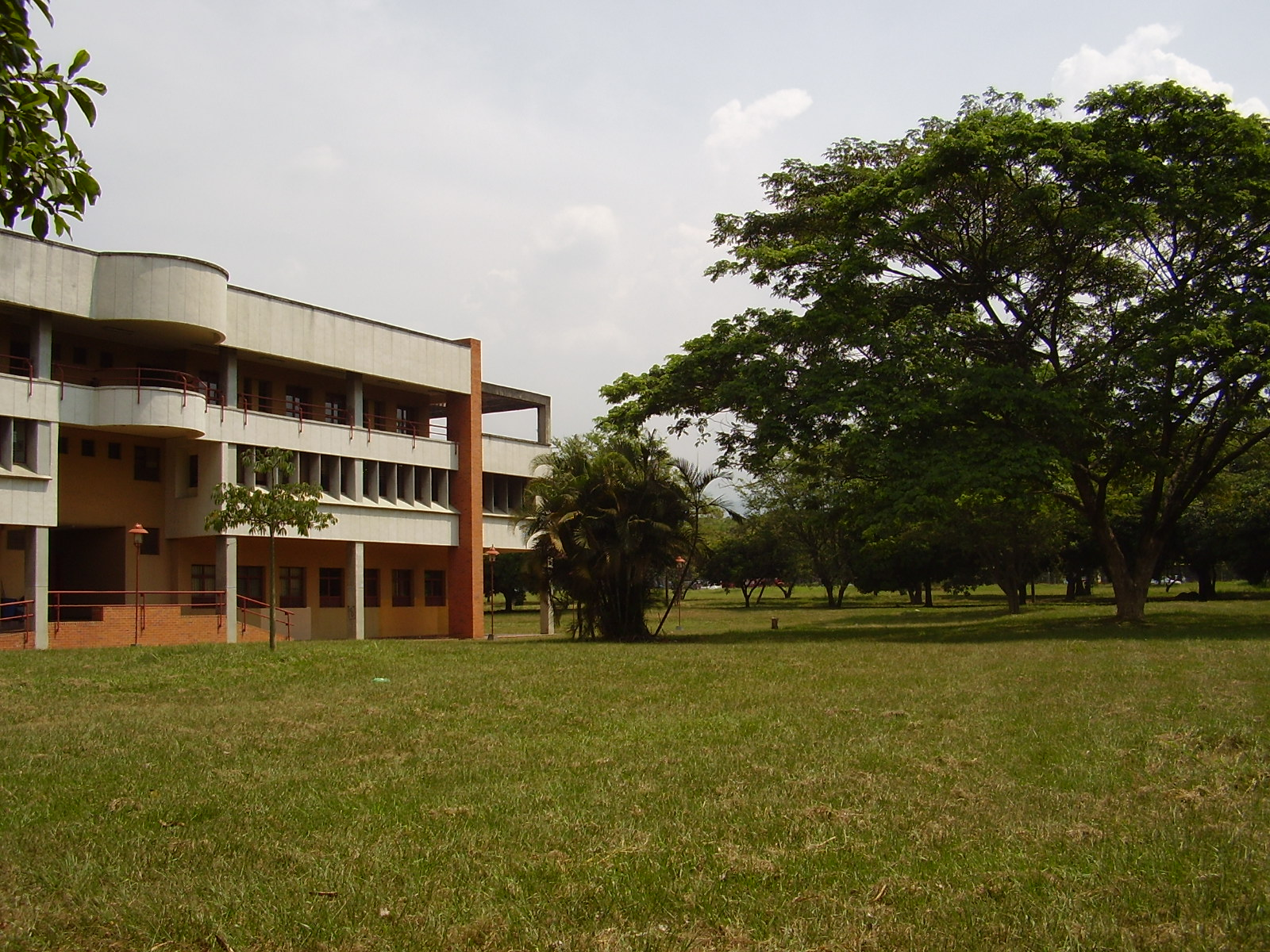
La faculté d'arts appliqués

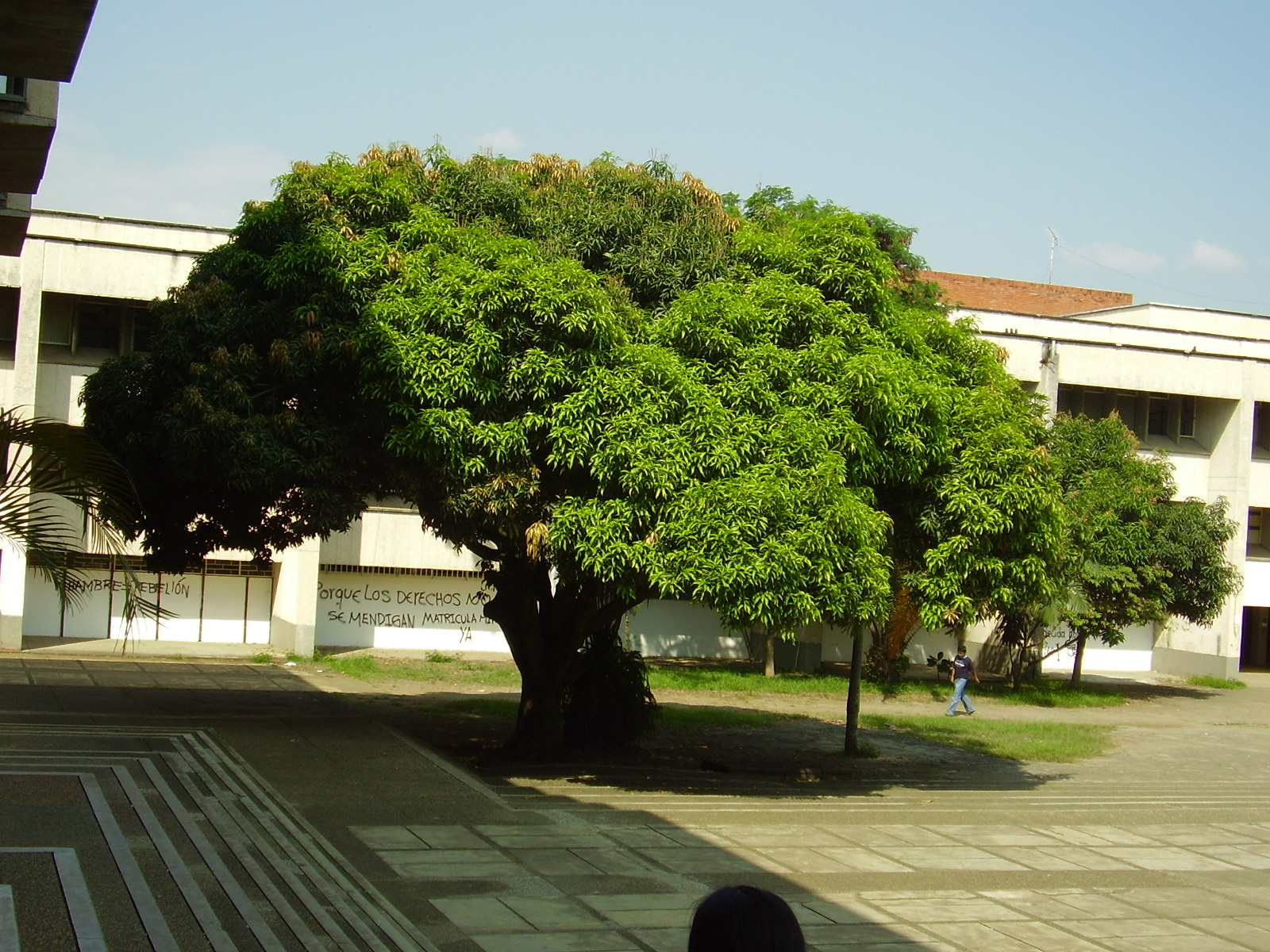
La faculté des sciences exactes et des sciences de la nature

- La faculté des sciences de l'administration a été établie le 26 juillet 1984, mais ses origines remontent à la création de cours d'administration pour les élèves ingénieurs en 1961. Elle propose des programmes de licence en administration des entreprises, en commerce, en comptabilité, et un diplôme conjoint en technologies de management appliqué. Elle propose également au niveau du second cycle des diplômes en finance, en stratégie de marketing, en administration de la qualité et de la productivité, en administration publique, en management des politiques publiques, et des diplômes de master en administration des entreprises, en sciences de l'organisation, et en politiques publiques.
- La faculté d'ingénierie a été établie le 14 février 1947 et est la plus grande des facultés par son nombre d'étudiants et de professeurs titulaires. Elle propose des licences en ingénierie, avec des spécialisations en agriculture, en ingénierie civile, en chimie, en électronique, en électricité, en mécanique, et dans les domaines de la nourriture, de l'industrie, des matériaux, sanitaires et du renseignement, ainsi qu'une licence professionnelle en statistique, un diplôme conjoint en écologie et en management environnemental, en électronique, en procédés agroalimentaire, en systèmes d'information, dans le management et la préservation des sols et des eaux. Il propose aussi 14 diplômes de 2e cycle, des masters en recherche dans 10 domaines de spécialisation, ainsi qu'un programme doctoral dans 5 domaines de spécialisation.
- La faculté de sciences de la santé a été établie en 1969 comme division de la santé, par la fusion de la faculté de médecine, des écoles d'infirmières, de techniciens de laboratoires et des techniciens de physiothérapie. Elle a le plus grand nombre d'étudiants de cycle supérieur, et le 2e plus grand nombre de professeurs titulaires. Elle offre 10 programmes de premier cycle, ce qui inclut des formations en chirurgie, en sciences de l'infirmière, en odontologie, trois diplômes de deuxième cycle en administration des structures médicales, 22 spécialisations en médecine, 4 spécialités pour les infirmières, 3 spécialités en odontologie, ainsi que 5 masters et un doctorat en recherche médicale spécialisé dans 3 domaines.
- La faculté de sciences humaines a été créée en septembre 1964 comme division des sciences humaines. Elle offre des formations de licence en géographie, en histoire, en philosophie, en action sociale, et en éducation (avec une spécialisation dans les langues étrangères, l'histoire, la géographie, les lettres et la philosophie). Elle propose aussi 6 programmes de 2e cycle et 4 masters de recherche.
- La faculté d'arts appliqués a été établie le 2 avril 1995 par la fusion de la faculté d'architecture et des départements de design, de musique, des arts du spectacle, de communication sociale, des arts visuels, et d'esthétique. Elle propose des cours de licence en design industriel et graphique, en arts dramatiques, en architecture, en communication sociale, en journalisme, en musique, en arts visuels, et un diplôme en éducation spécialisé en musique. Elle propose aussi des programmes de 2sd cycle en aménagement et en administration des entreprises de construction.
- La faculté des sciences exactes et des sciences de la nature a été établie en février 1966. Elle offre des diplômes de licence en science avec une spécialisation en biologie, en chimie, en mathématiques, en physique, et un diplôme conjoint en technologie liées à la chimie. Elle offre aussi des formations de 2e cycle en technologies liées à la chimie, en entomologie, et en ethnobiologie, des masters recherche et des doctorats en sciences spécialisé en biologie, en chimie, en mathématique et en physique.
- La faculté de sciences sociales et d'économie a été créée en 1975 par la fusion des départements de sciences sociales et d'économie. Son origine remonte à 1958 avec la création de la division d'économie. Elle offre une formation en licence en économie et en sociologie et en master recherche en économie appliquée et en sociologie.

### Instituts
- L'institut d'éducation et de pédagogie a été créé le 10 février 2003 pour prendre le relais de la faculté d'éducation créée en 1962. Elle offre une formation de premier cycle avec une licence en éducation, avec une spécialisation en éducation primaire, en mathématique et en physique, et éducation physique et en sport, en éducation populaire, et des diplômes de professionnels des loisirs, de professionnel d'études politiques et de résolution des conflits, et de professionnels des sciences sportives. Par ailleurs, elle offre des formations en master de recherche et en doctorat en éducation.
- L'institut de psychologie, créé le 10 février 2003, offre des formations en premier cycle en psychologie et des formations en master de recherche et en doctorat en psychologie.

### Bibliothèques

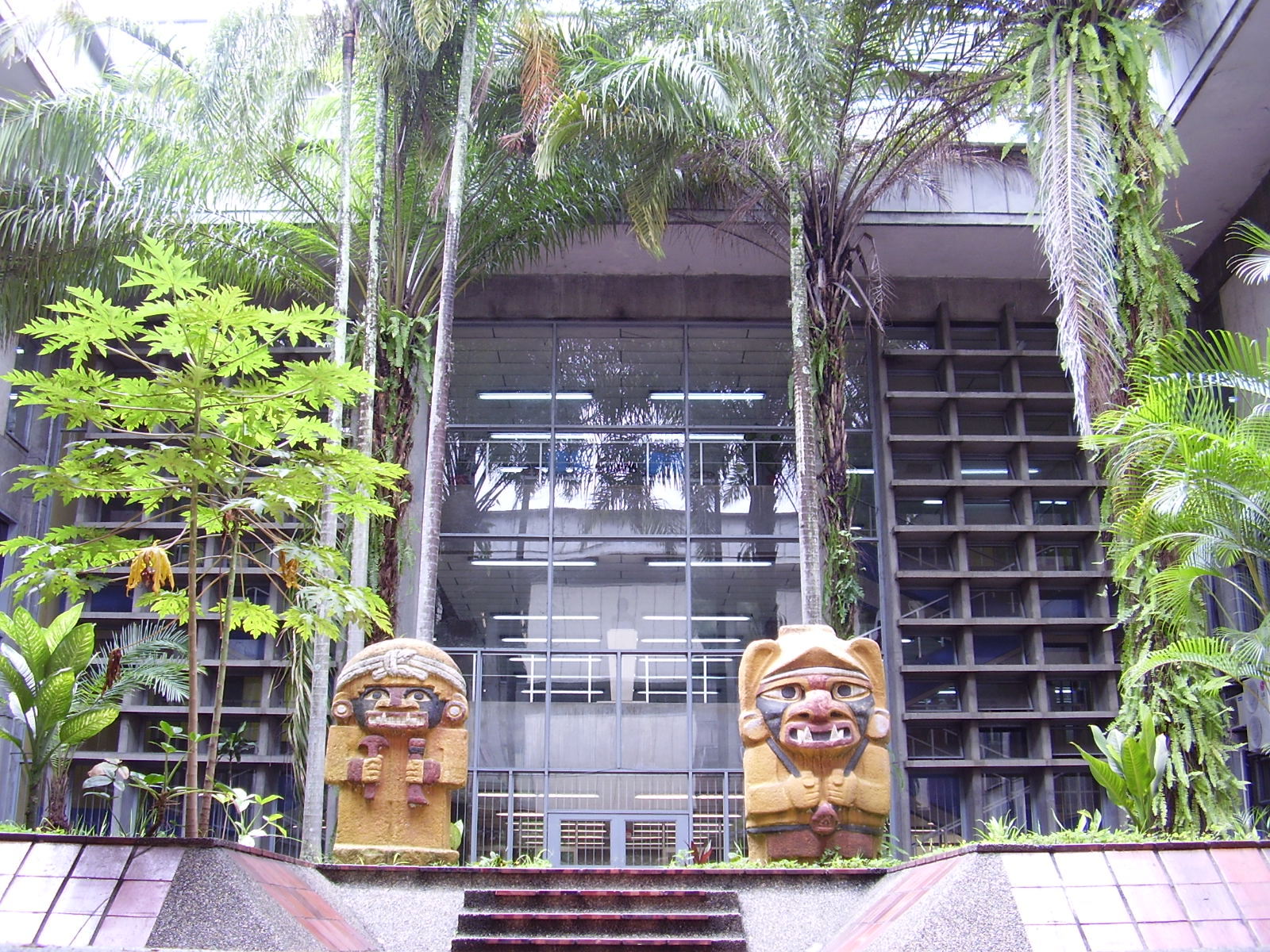
La bibliothèque Mario-Carvajal

Le système de documentation de l'université est géré par la divisions des bibliothèques créé en 1963, et compte 3 bibliothèques centrales, 6 centres de documentation, une bibliothèque spécialisée, et 9 bibliothèques régionales. En 2008, les fonds s'élevaient à 681 928 titres, dont 51 % en livres ou thèses imprimées numérisées, et 37 % en journaux ou magazines imprimés ou sous forme de microfilms. La bibliothèque Mario-Carvajal, qui a été créé sous la supervision technique de la fondation Rockefeller, est l'une des plus grandes du pays avec quelque 18 000 m2 de surface.

### Scientométrie
L'université est classée à la 57e place des universités d'Amérique latine par le classement webometric et à la 75e place dans le classement International Colleges & Universities web popularity de 2009. Elle est par ailleurs systématiquement classée dans le top 5 des institutions d'enseignement supérieur de Colombie.

## Évolution démographique
| 2003 Sem. I | 2003 Sem. II | 2004 Sem. I | 2004 Sem. II | 2005 Sem. I | 2005 Sem. II | 2006 Sem. I | 2006 Sem. II | 2007 Sem. I | 2007 Sem. II |
| ----------- | ------------ | ----------- | ------------ | ----------- | ------------ | ----------- | ------------ | ----------- | ------------ |
| -           | 23 883       | 23 823      | 26 263       | 26 494      | 28 330       | 27 246      | 29 039       | 28 418      | 30 009       |

| 2008 Sem. I | 2008 Sem. II | 2009 Sem. I | 2009 Sem. II | 2010 Sem. I | 2010 Sem. II | 2011 Sem. I | 2011 Sem. II |  |  |
| ----------- | ------------ | ----------- | ------------ | ----------- | ------------ | ----------- | ------------ |  |  |
| 29 451      | 30 320       | 28 584      | 29 217       | 29 701      | 28 471       | 30 105      | 27 094       |  |  |

## Personnalités liées
Depuis sa création en 1945, l'université a compté parmi ses étudiants, son corps enseignant et son personnel beaucoup de personnes notables, tels que des politiciens, des scientifiques et des artistes. On peut ainsi citer l'ancien gouverneur du département de Nariño Antonio Navarro Wolffet l'ancien gouverneur de Valle del Cauca Gustavo Álvarez Gardeazábal, qui ont été des anciens élèves de l'université, mais également des membres du corps professoral. L'ancien ministre de l'Intérieur et de la Justice et ambassadeur de la Colombie en Italie, Sabas Pretelt de la Vega, a également étudié dans cette université.
Des scientifiques comme Sócrates Herrera Valence, à la tête de l'Institut de recherche en immunologie de l'université et créateur d'un vaccin synthétique contre la malaria, ainsi que Raúl Cuero, un chercheur en biotechnologie à l'université Texas A&M et employé à la NASA, ont aussi été étudiants à l'université.
La faculté des arts intégrés gagne également en notoriété au niveau national. Les réalisateurs Antonio Dorado et Carlos Moreno, qui ont été deux anciens élèves de l'université, font partie de la nouvelle génération de cinéastes colombiens. Dorado, qui est également un membre de la faculté, a dirigé le film El Rey, qui a été nommé pour le prix Goya. Moreno a dirigé le film Perro come perro, qui a été le premier film colombien à être présenté au festival du film de Sundance.

### Ouvrages utilisés
- (es) Luis Aurelio Ordóñez Burbano, Universidad del Valle 60 años. 1945-2005. Atando cabos en clave de memoria, Universidad del Valle, 2007, 293 p. (ISBN 978-958-44-1844-9, lire en ligne)

1. ↑  p. 19.
2. ↑  p. 19-20
3. ↑  p. 20.
4. ↑  p. 25.
5. ↑  p. 34.
6. ↑  p. 35.
7. 1 2  p. 39.
8. ↑  p. 47.
9. ↑  p. 54.

### Autres références
1. ↑  (es) « Universidad del Valle, la exitosa utopía de Don Tulio Ramírez », El Tiempo, 11 juin 2005 (consulté le 15 mai 2011)
2. 1 2  (es) « Gestación del proyecto: 1945-1957 », Universidad del Valle (consulté le 15 avril 2011)
3. 1 2  (es) « Consolidación académico – administrativa: 1962–1971 », Universidad del Valle (consulté le 16 avril 2011)
4. 1 2 3  « Primera crisis universitaria: 1971-1980 », Universidad del Valle (consulté le 16 avril 2011)
5. ↑  (es) « Proyección Social: 1980–1990 », Universidad del Valle (consulté le 13 mai 2011)
6. 1 2 3  (es) « Investigación y desarrollo tecnológico: 1990-1998 », Universidad del Valle (consulté le 13 mai 2011)
7. 1 2  (es) « Autoevaluación y acreditación institucional: 1999–2004 », Universidad del Valle (consulté le 15 mai 2011)
8. ↑  (en) About the University, consulté sur www.univalle.edu.co le 3 février 2010
9. ↑  (es) « Por unanimidad, reelección en la rectoría de la universidad del Valle », El Tiempo, 5 novembre 2007 (consulté le 16 mai 2011)
10. ↑  (es) « Rectores de la Universidad del Valle », Universidad del Valle (consulté le 13 février 2012)
11. 1 2  (es) « Universidad del Valle - Sede Melendez », Universidad del Valle (consulté le 15 mai 2011)
12. ↑  (es) Stella Herrera Hurtado, Árboles de la Universidad del Valle, Cali, Universidad del Valle, 2009, 334 p. (ISBN 978-958-670-725-1), p. 12
13. ↑  (es) « El campus, un centro ecológico », Campus (Universidad del Valle), 1er mars 2009 (consulté le 15 mai 2011)
14. ↑  (es) « Cali Cultural y Turística : Alcaldía de Cali - Universidad del Valle Sede San Fernando » (consulté le 15 mai 2011)
15. 1 2  (es) Université de Valle en chiffres - Semestre I, 2008
16. ↑  (es) « Universidad del Valle - Sede San Fernando », Universidad del Valle (consulté le 15 mai 2011)
17. 1 2  (es)« Sedes regionales de la Universidad del Valle », Universidad del Valle (consulté le 22 février 2012)
18. ↑  (es) Université de Valle en chiffres - Semestre II, 2003
19. ↑  (es) Université de Valle en chiffres - Semestre I, 2004
20. ↑  (es) Université de Valle en chiffres - Semestre II, 2004
21. ↑  (es) Université de Valle en chiffres - Semestre I, 2005
22. ↑  (es) Université de Valle en chiffres - Semestre II, 2005
23. ↑  (es) Université de Valle en chiffres - Semestre I, 2006
24. ↑  (es) Université de Valle en chiffres - Semestre II, 2006
25. ↑  (es) Université de Valle en chiffres - Semestre I, 2007
26. ↑  (es) Université de Valle en chiffres - Semestre II, 2007
27. ↑  (es) Université de Valle en chiffres - Semestre II, 2008
28. ↑  (es) Université de Valle en chiffres - Semestre I, 2009
29. ↑  (es) Université de Valle en chiffres - Semestre II, 2009
30. ↑  (es) Université de Valle en chiffres - Semestre I, 2010
31. ↑  (es) Université de Valle en chiffres - Semestre II, 2010
32. ↑  (es) Université de Valle en chiffres - Semestre I, 2011
33. ↑  (es)« Université de Valle en chiffres - Semestre I, 2011 », Université de Valle, 20 février 2012 (consulté le 4 décembre 2012)